# Кручина (герб)
Кручина (пол. Krucina, Krucini) — шляхетський герб.

## Опис герба
Опис згідно з класичними правилами блазонування:
У синьому полі срібний пояс; над ним лицарський золотий хрест; під ним золота шестипроменева зірка. Клейнод — золотий лицарський хрест з довшим нижнім раменом. Намет синій, підбитий золотом.

## Найбільш ранні згадки
Присвоєно 12 лютого 1571 Костянтину Корняктові з Криту. Перше представлення виходить з Панств Бартоша Папроцького (1575 рік), а перша згадка з Orbis Poloni Шимона Окольського.

## Етимологія
Назва герба за Шиманським походить від слова крихта.

## Роди
Оскільки герб походить з особистої нобілітації право на його використання має одна сім'я — Корнякти.